# Hendra Setiawan
Hendra Setiawan (Pemalang, 25 augustus 1984) is een Indonesisch badmintonner. Samen met zijn partner Markis Kido won hij een gouden medaille op de Olympische Spelen in 2008 en werd hij wereldkampioen in 2007. Aan de zijde van Mohammad Ahsan werd hij nog tweemaal wereldkampioen, in 2013 en 2015.

## Carrière
Hendra Setiawan werd in het begin van zijn carrière gekoppeld aan Markis Kido om uit te komen in het mannen dubbelspel. Na een kwartfinale op het wereldkampioenschap in 2006 wonnen ze in 2007 de wereldtitel door het Koreaanse duo Jung Jae-sung en Lee Yong-dae te verslaan. Op de Olympische Spelen in 2008 maakte ze hun favorietenrol waar. Ze wonnen de gouden medaille door Fu Haifeng en Cai Yun in drie sets te verslaan. Nadat het duo in 2009 zijn wereldtitel niet kon verdedigen, behaalde het in 2010 nog een bronzen medaille. Ditmaal moesten ze wel het onderspit delven tegen Fu Haifeng en Cai Yun. In 2011 moesten ze opnieuw afhaken voor het wereldkampioenschap en ook aan de Olympische Spelen van 2012 namen ze niet deel wegens persoonlijke problemen van Markis Kido.
Sinds 2013 speelt hij samen met de jongere partner Mohammad Ahsan. Het nieuwe duo was onmiddellijk succesvol met vier super series-titels in 2013 en een gouden medaille op de wereldkampioenschappen van 2013. In 2014 konden ze door blessureleed niet deelnemen aan het wereldkampioenschap, maar in 2015 waren ze opnieuw de beste door het Chinese duo Liu Xiaolong en Qui Zihan te verslaan.

## Medailles op Olympische Spelen en wereldkampioenschappen
| Logo van de Olympische Spelen | Onderdeel         | Resultaat |
| ----------------------------- | ----------------- | --------- |
| 2008                          | Mannen dubbelspel | Goud      |
| WK                            | Onderdeel         | Resultaat |
| 2007                          | Mannen dubbelspel | Goud      |
| 2010                          | Mannen dubbelspel | Brons     |
| 2013                          | Mannen dubbelspel | Goud      |
| 2015                          | Mannen dubbelspel | Goud      |

1992: Kim Moon-soo & Park Joo-bong ·
1996: Rexy Mainaky & Ricky Subagja ·
2000: Tony Gunawan & Candra Wijaya ·
2004: Kim Dong-moon & Ha Tae-kwon ·
2008: Markis Kido & Hendra Setiawan ·
2012: Cai Yun & Fu Haifeng ·
2016: Fu Haifeng & Zhang Nan ·
2020: Lee Yang & Wang Chi-lin ·
2024: Lee Yang & Wang Chi-lin